# Benjamín Arce
Benjamín Arce (Santiago del Estero, 13 aprile 1941 – 10 agosto 2010) è stato un cestista argentino.

## Carriera
Con l'Argentina ha disputato due edizioni dei Campionati sudamericani (1966 e 1969), vincendo un oro e un bronzo, e i Giochi panamericani del 1967.
È morto in seguito ad un incidente occorso durante una partita di veterani.